# Hopfstar
Der Hopfstar (Fregilupus varius) oder Huppe (manchmal auch als Réunion-Star bezeichnet) ist eine ausgestorbene Vogelart aus der Familie der Stare (Sturnidae).

## Merkmale

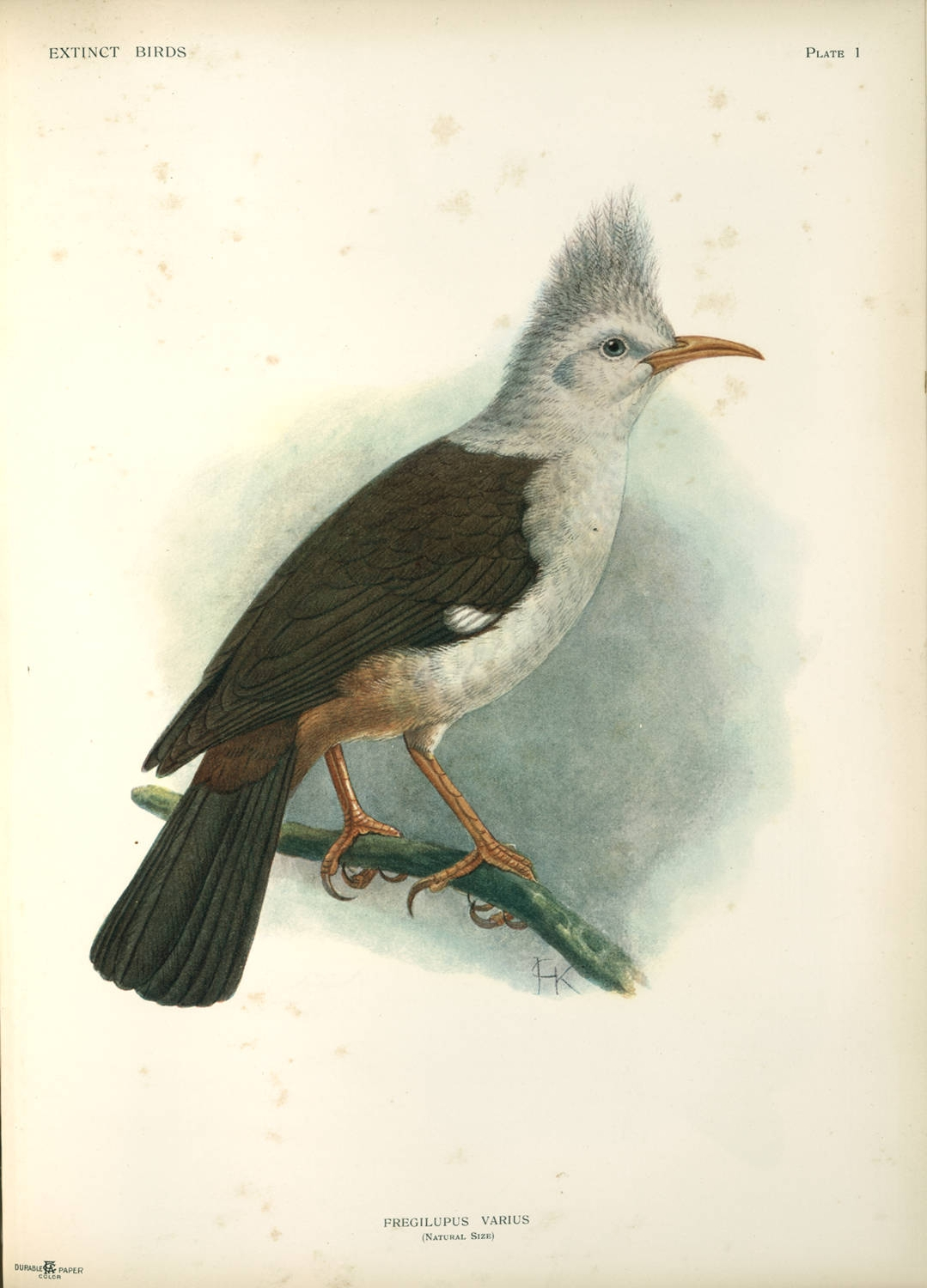
Illustration John Gerrard Keulemans, aus Extinct Birds, 1907

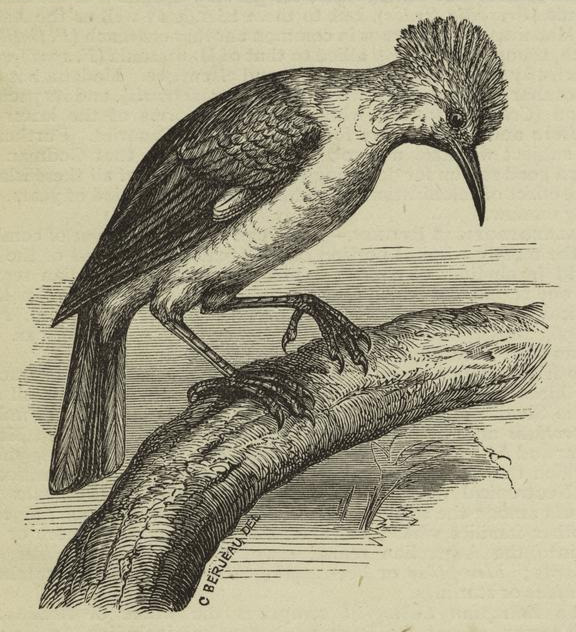
Lithografie des Hopfstars nach Berjeau

Der Hopfstar wurde 1669 entdeckt und 1783 von Pieter Boddaert beschrieben. Er erreichte eine Länge von 30 Zentimeter. Die Flügel, die grau-braun gefärbt waren, erreichten eine Länge von 14,7 cm. Der Schwanz war ca. 11,4 cm lang und rötlich-braun. Seinen Namen hat er von einer auffälligen aschgrauen fächerförmigen Federhaube. Er hatte lange, gelbe Beine und ca. 3,9 cm große Fußwurzeln mit gebogenen Krallen. Der Kopf, Nacken und Bauch waren weiß. Zwischen Männchen und Weibchen herrschte Geschlechtsdimorphismus. Das Männchen hatte einen leuchtend hellen etwa 4 cm langen Schnabel, der leicht nach unter gebogen war. Das Weibchen hatte einen kurzen geraden Schnabel. Beim Männchen war die Haube nach vorne gerichtet, beim Weibchen nach hinten. Aufgrund der gefächerten Haube und der Schnabelform hat man lange Zeit gezögert, den Hopfstar in die Starenfamilie einzuordnen. Anfangs wurde er in die Familie der Wiedehopfe (Upupidae) eingestuft, daher auch sein zweiter Name Huppe, der vom französischen Wort für Wiedehopf abgeleitet wird. Nach eingehender Untersuchung von Skeletten gehört er aber seit 1874 eindeutig zu den Staren. Über sein Brutverhalten ist nur bekannt, dass er ein Bodenbrüter war.

## Verbreitung
Dieser Star war endemisch auf der Insel Réunion im Indischen Ozean. Sein Lebensraum waren feuchte Sumpfwälder im Hinterland der Insel und montane Küstenwälder. Seine Nahrung bestand aus Getreide, Insekten und Früchten.

## Aussterben
Sein Niedergang ist durch Briefe von Naturkundlern aus dem 19. Jahrhundert dokumentiert. Der Hauptgrund für seine Ausrottung waren die eingeschleppten Ratten. Aber auch die Einführung fremder Vogelarten wie der Hirtenmaina führten ab 1830 zu einem dramatischen Rückgang der Population. Die Jagd auf diese Vögel besiegelte endgültig sein Schicksal, weil die Stare auch die Kaffeebeeren in den Plantagen fraßen. 1837 wurde das letzte Exemplar dieser Spezies geschossen. Nach Ende des Sklavenhandels wurde zudem ab 1848 sein Lebensraum durch Entwaldung und Waldbrände stark zerstört. Der niederländische Forschungsreisende François Pollen  schrieb 1868:

„Diese Art ist so selten geworden, dass man seit dutzenden von Jahren nichts mehr von ihr vernommen hat. Sie wurde in allen Küstenbezirken und sogar in den Bergen nahe der Küste vernichtet. Vertrauenswürdige Person haben uns versichert, dass sie noch in den Wäldern im Hinterland nahe St. Joseph vorkommen soll. Die alten Kreolen erzählten mir, dass, in ihrer Jugend, diese Vögel noch häufig vorkamen und dass sie so dumm waren, dass man sie mit Stöcken töten konnte. Sie nennen diesen Vogel „Huppe“. Es ist daher nicht falsch, was ein angesehener Einwohner Réunions, Herr A. Legras mit den folgenden Worten schrieb: Der „Huppe“ ist mittlerweile so selten, dass wir kaum ein Dutzend auf unserer Vogelentdeckungs-Wanderschaft gesehen haben; wir waren sogar betrübt, dass wir ihn vergeblich für unser Museum gesucht haben.“

In Museen existieren ca. 19 Bälge.